# Брігі Рафіні
Брігі Рафіні (7 квітня 1953 , Іферуан, Регіон Агадес ) (фр. Brigi Rafini) — прем'єр-міністр Нігеру, з 7 квітня 2011 року по 2 квітня 2021 року. Він є уродженцем міста Іферуан в регіоні Агадес. Брігі Рафіні є етнічним туарегом. У кінці 1980-х років він обіймав посаду міністра сільського господарства, а з 2004 по 2009 рік був Віце-президентом Національних зборів Нігеру. Призначений прем'єр-міністром після того, як Махамаду Іссуфу став президентом 7 квітня 2011 року.

## Кар'єра
Брігі Рафіні народився в 1953 році у колонії Нігер у Французькій Західній Африці. Він відвідував початкову школу в Іферуані та середню школу в Агадесі. З 1971 по 1974 роки, він навчався у Національній школі адміністрації (ENA) в Ніамеї, повертаючись для поглибленого вивчення у 1978—1981 роках. У 1983 році він провів рік у французькому Міжнародному інституті державного управління (IIAP) в Парижі. Він повернувся в Париж, десять років потому, до французької Національної школи адміністрації (ENA), де вчився з 1994 по 1995 роки.
Уряд на чолі з прем'єр-міністром Рафіні був призначений 21 квітня 2011 года. 2 квітня 2016 року, коли президент Іссуфу був приведений до присяги на другий термін, він знову призначив Брігі Рафіні прем'єр-міністром.